# Heidegarten Gommern

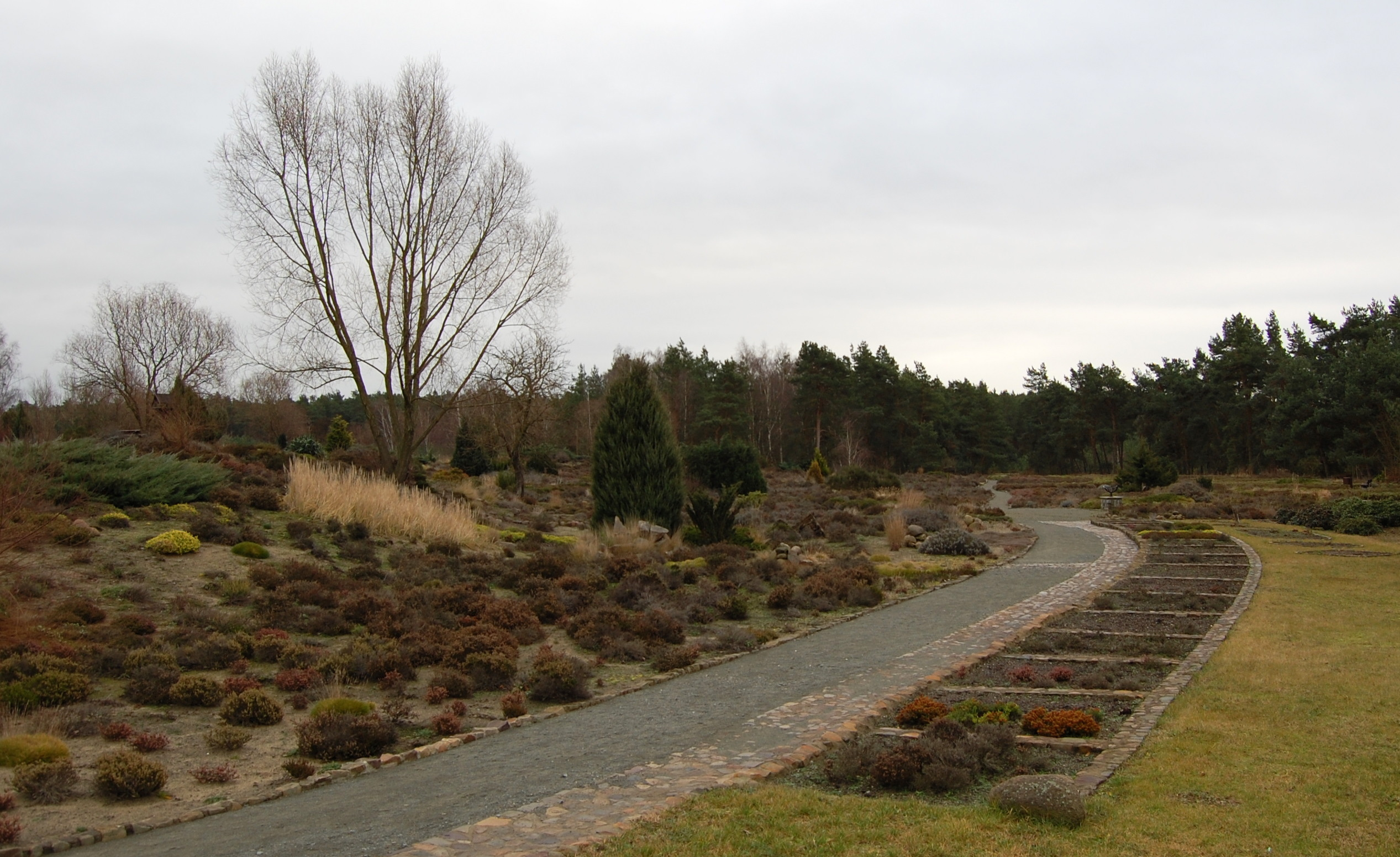
Heidegarten Gommern, Dezember 2011

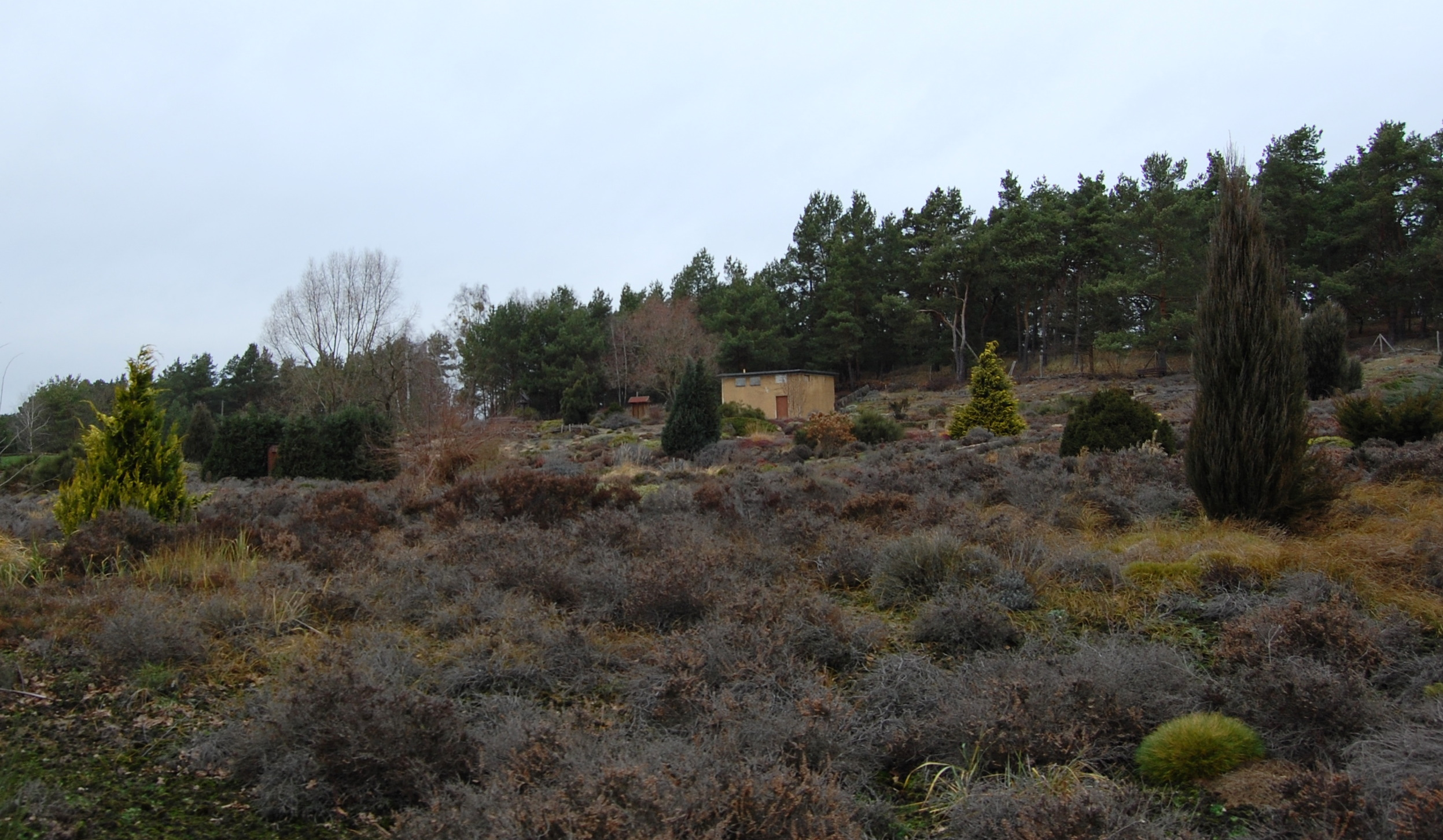
Blick über den Heidegarten

Der Heidegarten Gommern ist eine Gartenanlage südöstlich der Stadt Gommern in Sachsen-Anhalt.
Der eine Gesamtfläche von 12.600 m² umfassende Heidegarten entstand auf dem Gelände eines ehemaligen Tierkörperverwertungsbetriebes. Er weist eine den Heidelandschaften angelehnte Gestaltung auf. Für die Anlage des Gartens wurden 6.000 Tonnen Sand aufgeschüttet. Im Heidegarten befinden sich 6 Heidearten mit 35 unterschiedlichen Pflanzenarten. Insgesamt wurden 40.000 Heidepflanzen gesetzt. Hinzu kommen typische Gehölze und Stauden. Auf dem Gebiet kommt das Heidekraut auch natürlich vor.
Seit dem Jahr 2012 engagieren sich Bürger in der „Initiative GARTENREICHes GOMMERN“ für den Erhalt des Heidegartens.